# As Verdades
As Verdades é um filme de drama brasileiro de 2022, dirigido por José Eduardo Belmonte e escrito por Pedro Furtado. Ambientado em um município do sertão nordestino, o enredo gira em torno de um policial que tenta desvendar um crime por meio de várias versões e relatos diferentes. É estrelado por Lázaro Ramos e conta ainda com Bianca Bin, Drica Moraes, Thomás Aquino, Edvana Carvalho e Zécarlos Machado nos demais papéis centrais.

## Sinopse
Josué (Lázaro Ramos) é um policial que trabalha em um município localizado no sertão nordestino. Ele está responsável por investigar um crime que aconteceu envolvendo o empresário Valmir (Zécarlos Machado). A história se dá sob três narrativas diferentes. A primeira é contada por Cícero (Thomás Aquino), o matador de aluguel envolvido na tentativa de assassinato. A segunda é narrada por Francisca (Bianca Bin), a noiva de Valmir. Entretanto, a terceira é revelada pelo próprio Valmir, que sobreviveu ao crime.

## Elenco
- Lázaro Ramos como Josué
- Bianca Bin como Francisca
- Zécarlos Machado como Valmir
- Drica Moraes como Amara
- Thomás Aquino como Cícero
- Edvana Carvalho como Samia

## Produção
O filme é produzido pela Gullane Entretenimento e realizado em coprodução com a Globo Filmes e o Canal Brasil. A direção do filme é do premiado cineasta José Eduardo Belmonte, com assistência de direção de Suzy Milstein. O roteiro foi escrito por Pedro Furtado. Marcelo Corpanni assume a direção de fotografia e Dani Vilela a direção de arte. A maquiagem e o figurino é de Rosemary Paiva e Diogo Costa, respectivamente.
As locações foram na Bahia, nas cidades de Maraú e Itacaré.

## Lançamento
As Verdades teve sua estreia mundial na Mostra Internacional de Cinema de São Paulo, sendo exibido em três sessões, incluindo uma no Vão Livre do MASP. O lançamento comercial do filme no Brasil foi em 30 de junho de 2022 com distribuição pela Gullane.